# 重松逸造
重松 逸造（しげまつ いつぞう、1917年11月25日 - 2012年2月6日）は、日本の医学者。ラバウルで海軍軍医として終戦を迎える。都築正男の後継としてABCCの日本側代表、国立公衆衛生院疫学部長、財団法人放射線影響研究所理事長、ICRP委員、厚生省研究班班長などを歴任したのをはじめ、疫学・公衆衛生学・放射線影響学において重要な役割を果たした。叙勲された。

## 経歴
- 大阪府生まれ。
- 1941年12月 東京帝国大学医学部医学科卒業
- 1952年3月 医学博士
- 1955年6月 ハーバード大学公衆衛生大学院修了（Master of Public Health）
- 1942年1月 東京帝国大学医学部付属病院第3内科副手
- 1947年8月 公衆衛生院疫学部研究員、慢性伝染病室長
- 1962年1月 金沢大学医学部教授（公衆衛生学）
- 1966年4月 国立公衆衛生院疫学部長
- 1981年7月 - 1997年 財団法人放射線影響研究所理事長
- 1992年4月 ロンドンの王立医科大学研究員 Fellow,Royal College of Physicians,London
- 1997年7月 財団法人放射線影響研究所名誉顧問
- 2002年6月 王立医科大学公衆衛生学教室名誉研究員 Honorary Fellow,Faculty of Public Health,Royal Colleges of Physicians,UK
- 2012年2月6日 誤嚥性肺炎のため死去。94歳没[1]。

## 役職・業績
- 元日本公衆衛生学会理事長
- 日本疫学会・国際疫学学会、日本衛生学会、公衆衛生学会、結核病学会、脳卒中学会、放射線影響学会等の名誉会員[2][3]
- イタイイタイ病やスモンなどの疫学的研究、原爆被爆者追跡調査などを指導した[4]。
- 成人T細胞白血病（ATL）の原因ウイルスの母子感染について、厚生省研究班の班長として1990年度に「全国一律の検査や対策は必要ない」との報告書をまとめた[5]。
- 1990年4月、IAEAが発足させたチェルノブイリ原子力発電所事故をめぐる国際諮問委員会（IAC）の委員長に就任。各国から集められた200人の専門家集団の責任者として、ソ連国内の汚染状況と住民の健康の調査、住民の防護対策の妥当性の検討を目的とする国際チェルノブイリプロジェクト実施にあたった。翌1991年5月、ウィーンのIAEA本部で開かれたプロジェクト報告会において、汚染地帯の住民には放射能による健康影響は認められない、むしろ、「ラジオフォビア（放射線恐怖症）」による精神的ストレスの方が問題である、1平方km当り40キュリーという移住基準はもっと上げてもよいが、社会的条件を考えると今のままでしかたないであろう、との報告をまとめ発表した。[6][7]

## 研究・著作
- 博士論文『ツベルクリン反応陰性転化に関する研究』1952年3月17日、東京大学、医学博士
- 曽田長宗、重松逸造、黒子武道著『公衆衛生学』医歯薬出版、1968年 全国書誌番号 68004248
- 『東南アジア諸国における疫学上の諸問題 SEAMEO加盟8カ国(タイ、インドネシア、フィリピン、シンガポール、マレーシア、ベトナム、ラオス、カンボジア)を中心に』外務省文化事業部、1973年 全国書誌番号 71007553
- 『疫学とは何か－原因追究の科学』講談社ブルーバックス、1977年6月 全国書誌番号 77020939
- 重松逸造編『疫学 臨床家のための方法論』講談社、1978年6月 全国書誌番号 78019194
- 重松逸造編著『新しい疫学の方法論 薬剤・環境汚染物質等の人体影響評価』ソフトサイエンス社、1979年7月 全国書誌番号 79033137
- 重松逸造・柳川洋 監修、重松逸造編著『新しい疫学』日本公衆衛生協会、1994年4月 ISBN 4-8192-0134-4
- L.A.イリーンIl'in,Leonid Andreevich (1923-)著、重松逸造・長瀧重信監修、本村智子ほか訳『チェルノブイリ 虚偽と真実』原題: Chernobyl、長崎ヒバクシャ医療国際協力会、1998年3月 全国書誌番号 99078394
- 『日本の疫学－放射線の健康影響研究の歴史と教訓』医療科学社医療科学新書、2006年11月 ISBN 4-86003-503-8
- 森岡聖次・重松逸造著『日本の医療と疫学の役割―歴史的俯瞰』克誠堂出版、2009年2月 ISBN 978-4-7719-0347-0 [8]